# Pappas pengar
Pappas pengar är en komediserie för hela familjen. Bröli är en bortskämd unge som vill prova på saker hela tiden. 
Pappas pengar är gjort av syskonen Sara & Erik Haag.

## Handling
Serien handlar om den bortskämde Bröli (spelad av Olof Wretling) som lever ett skyddat och extremt välbärgat liv på slottet Stjärtnäs tillsammans med sin alltför stöttande pappa (spelad av Johan Ulvesson).
I varje avsnitt frågar Bröli sin pappa hur andra människor lever sina liv eller varför samhället ser ut som det gör – t.ex. vem som städar hemma hos hembiträdet Saburi eller varför Bröli och Pappa bara umgås med andra rika. Och Pappa förklarar med genuin djup insikt och nyanserat hur allt hänger ihop.
Senare på kvällen förklarar Bröli bestämt för Pappa att han vill prova på det som de pratat om tidigare på dagen, t.ex. att han vill bli kompis med en fattig eller vill städa själv hemma, precis som Saburi måste göra hemma hos sig. Även om Pappa kan känna tvivel över sin sons förmåga, stöttar han alltid Bröli fullt ut, oavsett vad sonen tar sig an eller hur dåliga och ogenomtänkta idéerna än är. Inte sällan hjälper Pappa Bröli genom att på olika sätt tillrättalägga det som Bröli vill genomföra.
Varje avsnitt slutar med att Bröli, genom sin extrema otålighet och fullständiga brist på förmåga att själv kunna hantera och slutföra det han påbörjat, återgår till sitt vanliga bortskämda liv. Pappa är förstås lika stolt över sin son trots detta, om inte ännu stoltare.

## Avsnitt

### Säsong 1
- 1: Bor Saburi också i ett slott?
- 2: Hur kommer Saburi in i slottet?
- 3: Är alla rika?
- 4: Varför får inte tanterna ha utflykt i slottsparken?
- 5: Kan alla bli rika?
- 6: Vem städar hemma hos Saburi?
- 7: Har alla lika mycket saker som vi?
- 8: Varför har vi larm?
- 9: Åker alla utomlands på semestern?

### Säsong 2
- 1: Varför blir alla sura när vi hugger ner kommunens träd för att få bättre sjöutsikt?
- 2: Kan fattiga och rika bli kompisar?
- 3: Har alla lika mycket månadspeng som jag har?
- 4: Är jag duktig på någonting?
- 5: Vad är en tiggare?
- 6: Köper alla lika många saker som vi?
- 7: Har alla en egen pool?
- 8: Är jag bortskämd?

## Rollista
- Johan Ulvesson – Pappa
- Olof Wretling – Bröli
- Elise Mbumba – Saburi, hembiträde
- Bror Hällefors – Ilpo, chaufför
- Pentti Kinnunen – Farfar

## Signaturmelodi
Seriens signaturmelodi är en instrumentalversion av den amerikanska sången Dixie's Land.

## Övrigt
Namnet Bröli är lånat från moderatpolitikern Ulf Dinkelspiels son Jan "Bröli" Dinkelspiel, som blev känd bland svenska folket då han deltog i 2001 års upplaga av Expedition Robinson.

### Fotnoter
1. ↑  ”Svensk mediedatabas”. http://smdb.kb.se/catalog/search?q=%22Pappas+pengar%22+typ%3Atv&sort=OLDEST. Läst 18 mars 2012.
2. ↑  ”Sveriges värsta såpaskandaler”. Aftonbladet. https://www.aftonbladet.se/a/zLA9ab. Läst 29 juni 2020.